# Janusz Zdunek
Janusz Adam Zdunek (ur. 12 lipca 1970 w Szczytnie) – polski muzyk jazzowy, trębacz.
Lider yassowych zespołów 4 Syfon, 5 Syfon i Marienburg, a także członek awangardowej formacji Arhythmic Perfection. Od sesji nagraniowej LP Ostateczny krach systemu korporacji (1997) w składzie Kultu. Współpracował z Kazikiem Staszewskim przy jego solowych projektach. Brał udział w nagraniach Płyty zespołu Buldog, singla „Dzień dobry, kocham cię” i płyty długogrającej Autor, Strachów na Lachy, albumu Nieprzygoda Happysadu oraz płyty Derwisz i anioł Maanamu.